# RETURNS 1993.12.31 Complete Edition
RETURNS 完全版 1993.12.31 Tokyo Dome 2Days Live è un Dvd degli X Japan uscito nel febbraio 2008. Contiene la registrazione del concerto tenuto a Tokyo il 31 dicembre 1993 e comprende la seconda esecuzione live del brano Art of Life.

## Tracce
1. Prologue from World Anthem (SE) - 4:10 (Yoshiki - F.Marino)
2. Blue Blood - 5:43 (Yoshiki - Yoshiki)
3. Sadistic Desire - 7:07 (Yoshiki - Hide)
4. Standing Sex - 8:17 (Miyukihime Igarashi - Yoshiki)
5. Week end - 5:58 (Yoshiki - Yoshiki)
6. Heath solo - 11:14 (Heath)
7. Yoshiki drum solo - 17:26 (Yoshiki)
8. Hideの部屋 - 11:14 (Hide)
9. Yoshiki piano solo - 3:56 (Yoshiki)
10. Art of Life - 44:42 (Yoshiki - Yoshiki)
11. Joker - 4:56 (Hide - Hide)
12. オルガスム - 28:49 - (Hitomi Shiratori - Yoshiki)
13. Tears - 11:50 (Hitomi Shiratori, Yoshiki - Yoshiki)
14. X (Count Down 1993-1994 Version) - 15:57 (Hitomi Shiratori - Yoshiki)
15. Endless Rain - 14:23 (Yoshiki - Yoshiki)
16. Say Anything (SE) - 15:09 (Yoshiki - Yoshiki)

## Formazione
- Toshi - voce
- Heath - basso
- Pata - chitarra
- Hide - chitarra
- Yoshiki - batteria & pianoforte